# Sauce brune (scandinave)
Pour les articles homonymes, voir Sauce brune.

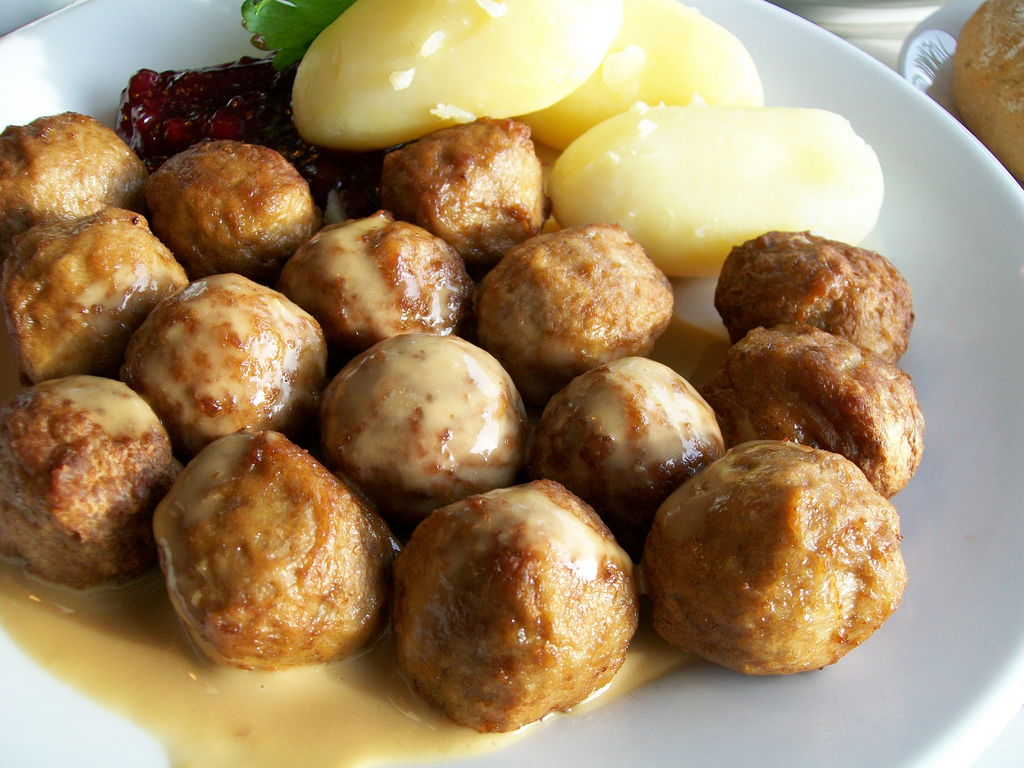
Boulettes de viande suédoises servies dans une sauce brune.

La sauce brune est présente dans les cuisines danoise, suédoise et norvégienne.
Dans la cuisine danoise, la sauce brune (brun sovs) est très commune. C'est une sauce avec une base de viande (dans la cuisine moderne, elle est souvent remplacée par un bouillon cube déshydraté, épaissi avec de la farine de blé ou de maïs et coloré avec du brun kulør ou du madkulør). Cette sauce est similaire à la sauce au jus de viande (ou gravy, aux États-Unis). Différentes variétés existent : sauce aux champignons, sauce aux oignons, sauce aux herbes. 
La variante norvégienne (brun saus) se prépare de la même façon, mais avec de la farine de blé. Elle est colorée de la même façon. Elle présente des goûts différents selon la viande utilisée.
En Suède, la brunsås est une sauce brune épaisse servie avec des boulettes de viande.